# James Bragge
James Bragge (1833 South Shields, County Durham, Anglie – 17. července 1908 Wellington) byl dobře známý a uznávaný fotograf na Novém Zélandu v období od první poloviny do konce 19. století.  Narodil se v Anglii a po třicítce se přestěhoval na Nový Zéland. Otevřel fotografické studio a také fotografoval na cestách po celé zemi. Jeho fotografická díla slouží jako záznam o vývoji země v této době.

## Mládí
Podle Braggeho úmrtního listu se narodil v roce 1833 v South Shields v hrabství Durham v Anglii. Jeho otec, také James, pracoval jako architekt. Jméno jeho matky bylo Harriett (rozená Wigglesworth). V roce 1854, ve věku 21 let, se James Bragge junior oženil s Elizabeth Ann Fish. Měli dvě dcery. V roce 1900 se ve 67 letech znovu oženil s Lydií Segus Banfieldovou, která mu porodila další dceru.

## Přesun na Nový Zéland
O Braggeovi je známo, že přišel na Nový Zéland v roce 1865. Za nedlouho po svém příchodu otevřel fotografické studio na Manners Street ve Wellingtonu . Toto studio bylo inzerováno jako „Akademie fotografického umění Nového Zélandu“. Během svého pobytu na Novém Zélandu podnikl Bragge nejméně dva výlety přes Rimutaka Range do Wairarapa a Manawatu District . V roce 1871 odcestoval se svou rodinou do Aucklandu . V roce 1879 se vrátil do Wellingtonu a otevřel studio v Lambton Quay, které fungovalo až do 90. let 20. století. Městská rada ve Wellingtonu pověřila Bragga, aby pořídil různé fotografie Wellingtonu, na mezinárodní výstavu v Melbourne v roce 1880. Zemřel ve Wellingtonu 17. července 1908.

## Kariéra fotografa
V jeho raném životě byl Bragge profesí řemeslník, pracoval jako truhlář a vyráběl nábytek. Teprve s technologickým pokrokem se mohl na počátku šedesátých let zabývat fotografováním. Je těžké zjistit, jak rozvíjel své dovednosti ve fotografii. Podobně jako mnoho fotografů v začátcích působil i jako studiový portrétní fotograf. Později cestoval kolem dolního severního ostrova s temnou komorou v kočáru taženém koňmi. Cestoval do malých měst a fotografoval místa, z nichž některé včetně místních lidí. Zdá se, že z fotografií udělal pohlednice a prodával je měšťanům. Ti pak tyto pohlednice posílali svým zvědavým příbuzným a známým v Anglii, jaký je Nový Zéland. Jeho fotografická dovednost je velmi patrná na mnoha fotografiích, které pořídil během expedic do geografické oblasti Wairarapa. William Main ve své knize Bragge's Wellington a Wairarapa uvádí: „Pouliční scény z roku 1869 nejsou vzácné, ale ty plné lidí jsou.“ To může vysvětlit zájem o Braggeovy fotografie. Široká paleta jeho fotografií zahrnovala postavy lidí.
"V roce 1876 Bragge poprvé zapřáhl za koně mobilní temnou komoru a cestoval na sever směrem k Wairarapě, přičemž cestou fotografoval. Tato výstavní místa jako Danniverke, Norsewood a Eketahuna, kde byly vyčištěny obrovské plochy země a byly budovány silniční mosty a osady. Braggeovy fotografie byly okamžitě oblíbené u publika ve Wellingtonu, které je vidělo jako představující pokrok. A dnes jsou to cenné záznamy o procesu osidlování.“

## Galerie

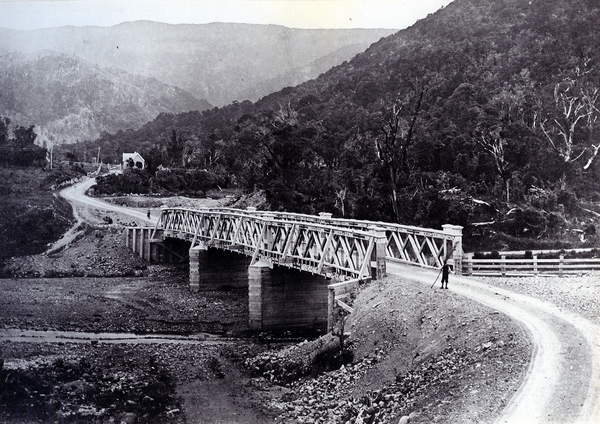
Abbots creek toll bridge on the rimutaka road
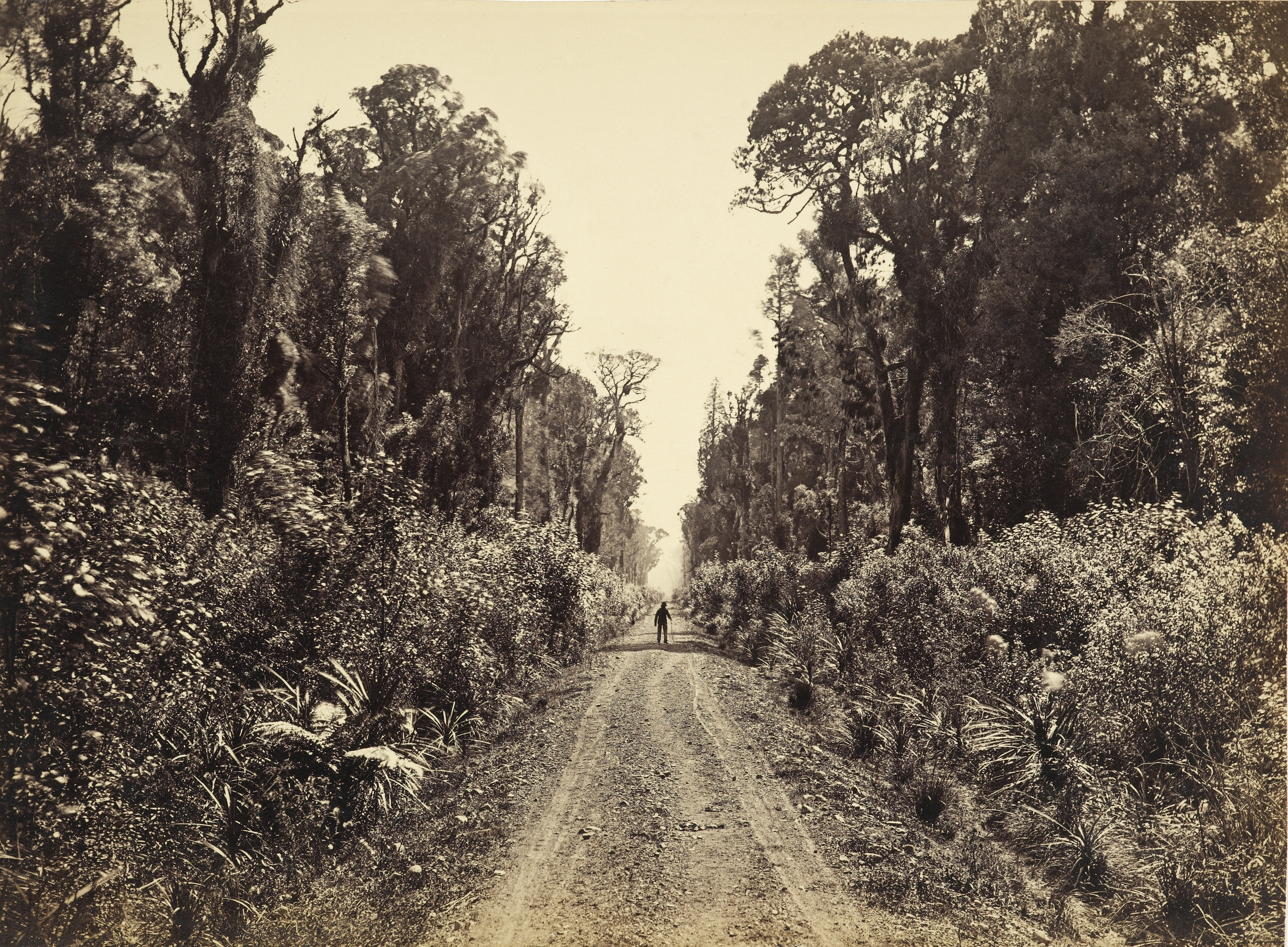
Five Mile Avenue, Forty Mile Bush, Nový Zéland, asi 1875
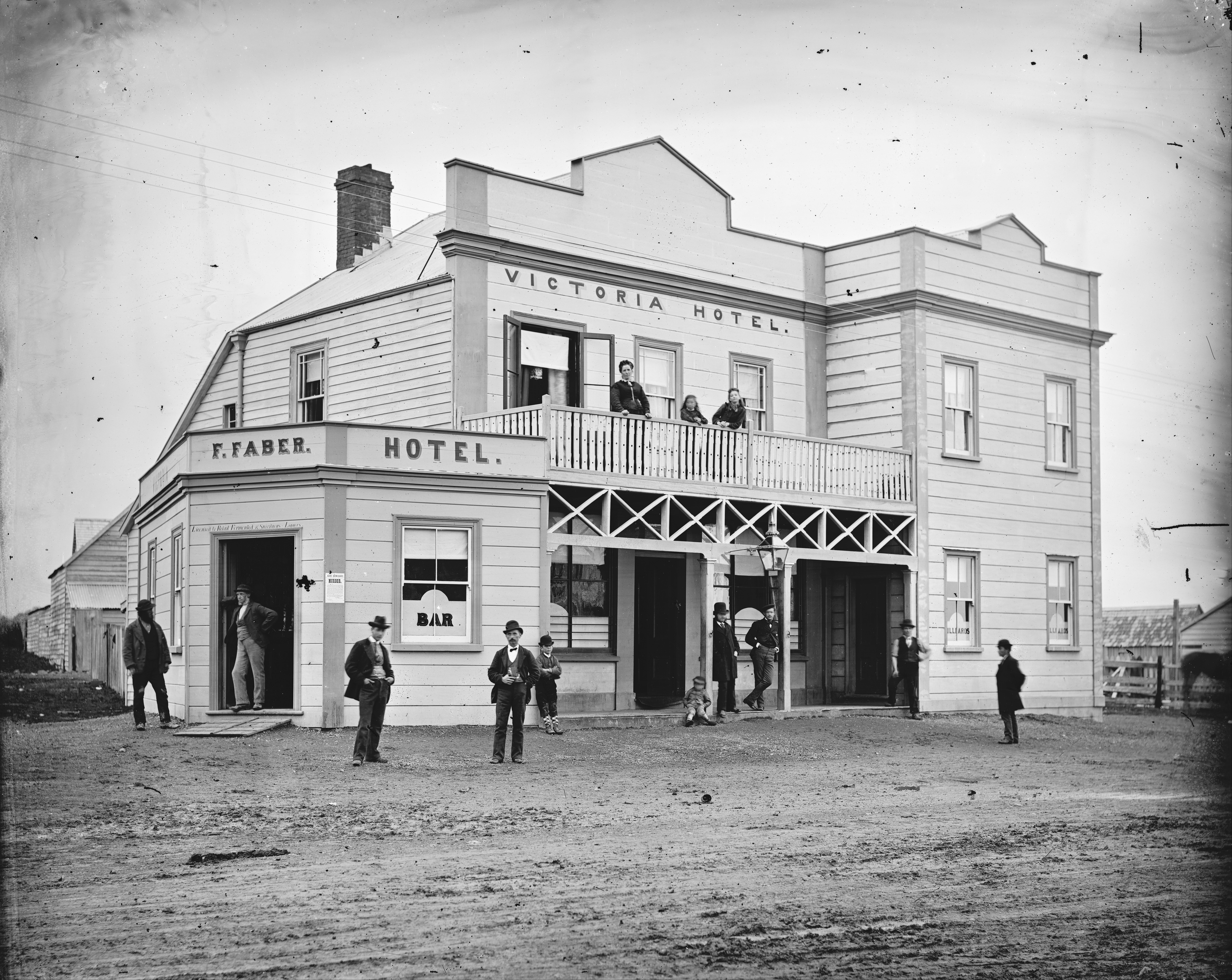
Victoria Hotel
Joseph Nathan & Co building, Featherston St, Wellington
Colonial Bank of New Zealand, Wellington branch, Lambton Quay
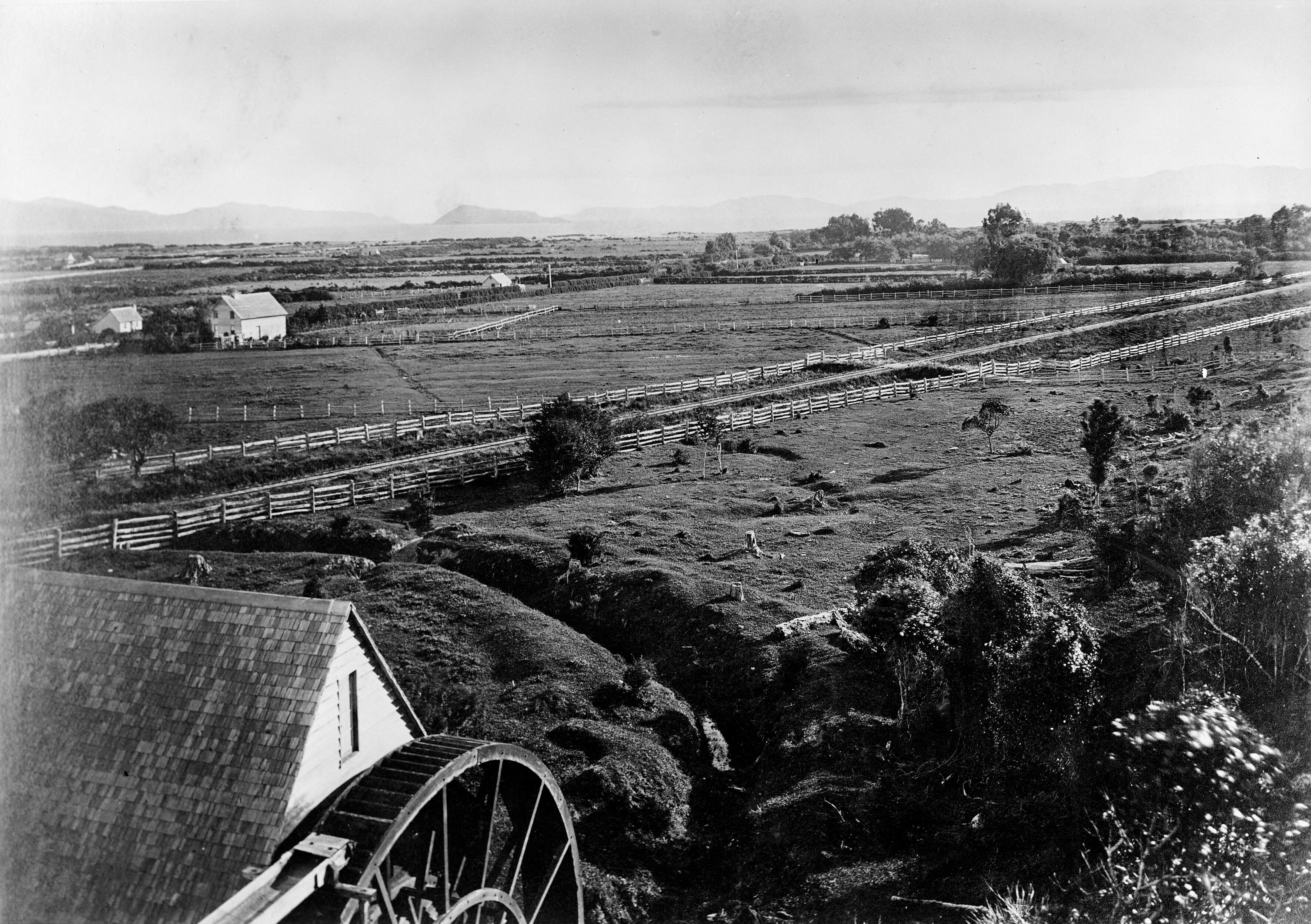
Percy's Flour Mill, Lower Hutt, 1860–1870
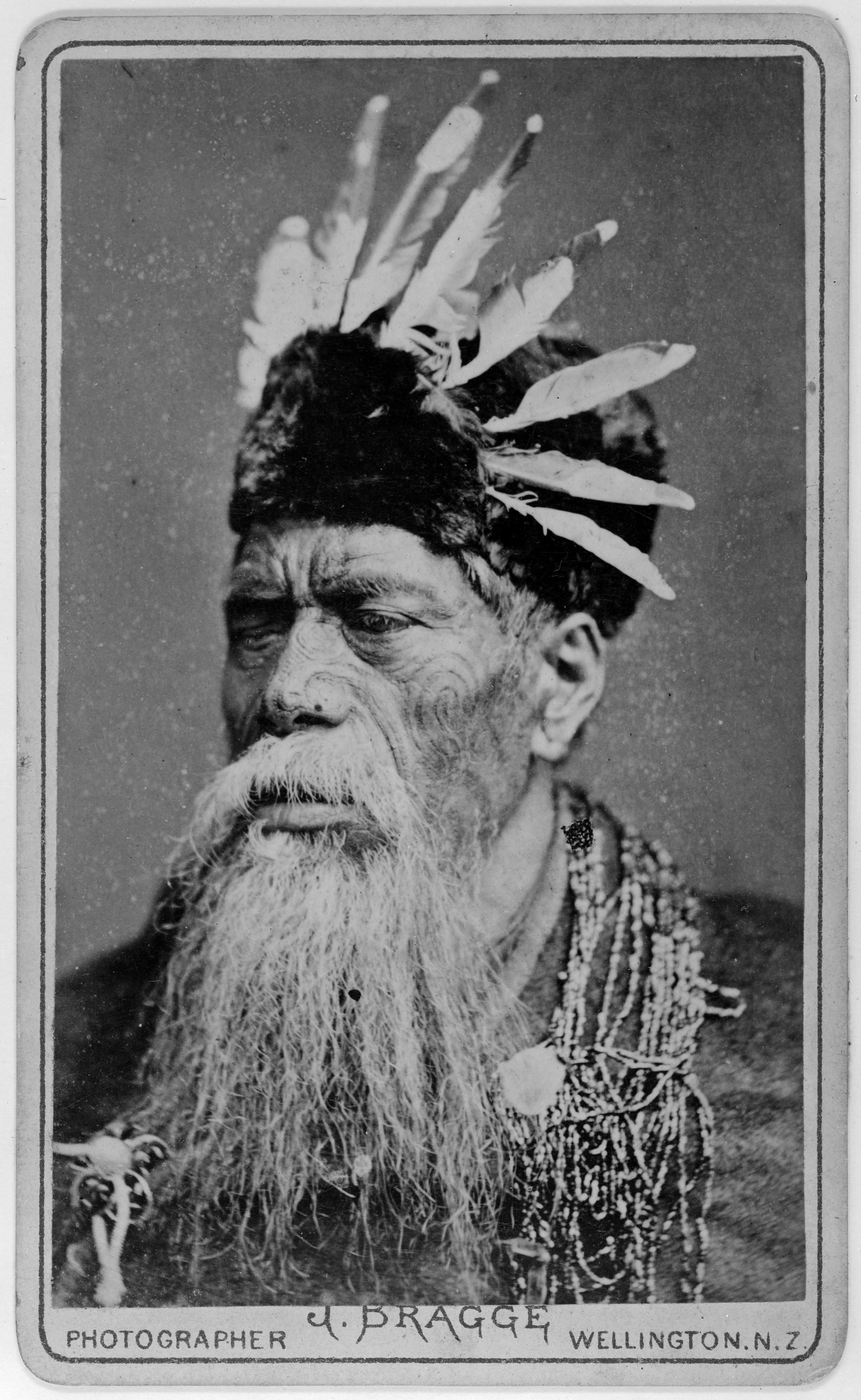
Renata Kawepo, asi 1880
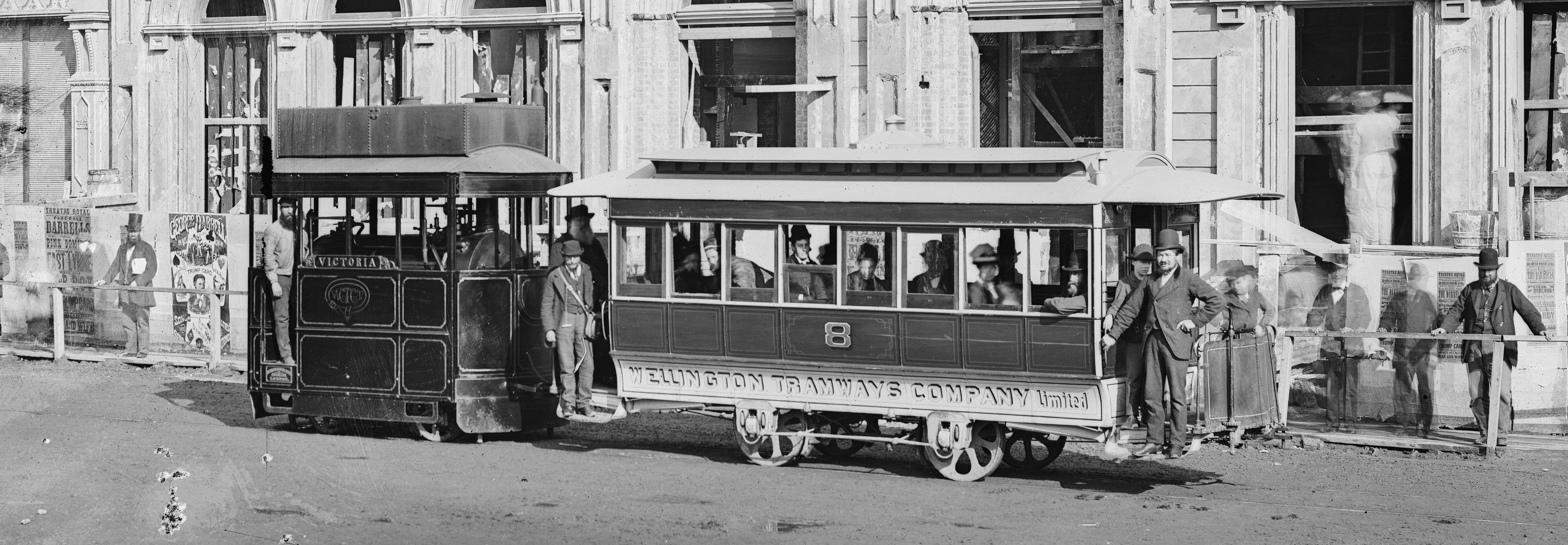
Steam locomotive Victoria and tram in Lambton Quay, 1879